# Gelis apantelis
Gelis apantelis là một loài tò vò trong họ Ichneumonidae.